# Harry Mulisch
Harry Mulisch, född 29 juli 1927 i Haarlem, död 30 oktober 2010 i Amsterdam, var en nederländsk författare. Tillsammans med Willem Frederik Hermans och Gerard van het Reve, anses han vara en av de "tre stora" i den nederländska efterkrigslitteraturen. Han har skrivit romaner, dramatik, essäer, lyrik och filosofiska reflektioner.

## Biografi
Mulisch föddes i Haarlem och bodde i Amsterdam sedan 1958, efter att fadern hade avlidit 1957. Mulischs far var från Österrike-Ungern och emigrerade till Nederländerna efter första världskriget. Vid den tyska ockupationen under andra världskriget arbetade han för en tysk bank, vilken också handhade konfiskerade judiska tillgångar. Hans mor, Alice Schwarz, var judisk. Mulisch och hans mor lyckades fly från en transport till ett koncentrationsläger tack vare Mulischs fars samarbete med nazisterna. Mulisch uppfostrades till största delen av föräldrarnas husjungfru, Frieda Falk.
Harry Mulisch avled i cancer den 30 oktober 2010.

## Utmärkelser
Asteroiden 10251 Mulisch är uppkallad efter honom.

## Teman i hans verk
Ett återkommande tema i hans verk är andra världskriget. Hans far hade arbetat för tyskarna under kriget och dömdes till tre års fängelse som kollaboratör efter kriget. Då kriget varade under det mesta av Mulisch ungdom hade händelserna, under och efter kriget, en influerande påverkan på hans liv och verk. 1963 skrev han en reportagebok om Eichmannprocessen i Jerusalem 1962: The case 40/61. Viktiga verk som utspelar sig i skuggan av andra världskrigets är De Aanslag (Muslichs mest lästa roman), Het stenen bruidsbed (behandlar bland annat lojalitetskonflikter) och Siegfried. 
Mulisch infogar dessutom ofta gamla legender eller myter i sitt författarskap, taget från grekisk mytologi (som till exempel i De Elementen), judisk mysticism (i De ontdekking van de Hemel och De Procedure), välkända storstadslegender och politik. 
Mulisch fick internationellt genombrott med filmen De Aanslag, (1986), av Fons Rademakers, vilken baserades på hans bok med samma titel. Filmen fick en Oscar och en Golden Globe för bästa utländska film och har översatts till mer än tjugo språk.
Hans roman De ontdekking van de Hemel (1992) filmatiserades 2001 som The Discovery of Heaven av Jeroen Krabbé, med Stephen Fry i en av rollerna.
Bland de många priser han fått för individuella verk och sitt samlade författarskap, är det viktigaste Prijs der Nederlandse Letteren 1995.